# Geländeteile westlich und nördlich der Ketterlenshalde (Füllesbrunnen, beim Kaiserbusch und Birkensee)
Das Landschaftsschutzgebiet Geländeteile westlich und nördlich der Ketterlenshalde (Füllesbrunnen, beim Kaiserbusch und Birkensee) ist ein mit Verordnung der Unteren Naturschutzbehörde beim Landratsamt Böblingen vom 10. Oktober 1974 ausgewiesenes Landschaftsschutzgebiet (LSG-Nummer 1.15.062).

## Lage und Beschreibung
Im Landschaftsschutzgebiet liegt das Naturdenkmal Birkensee.

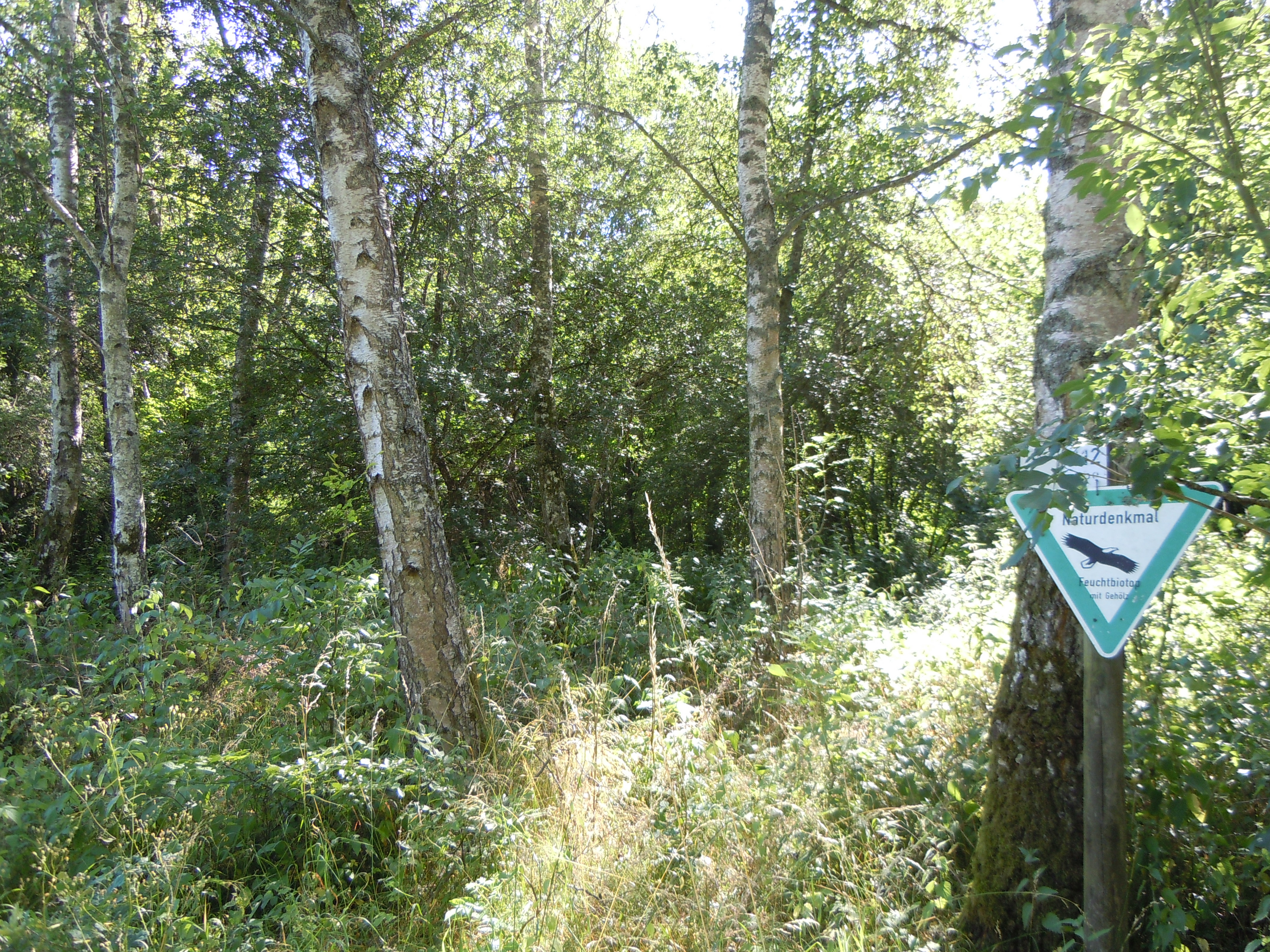
Birkensee

Das Schutzgebiet entstand durch Sammelverordnung des Landratsamts Böblingen vom 10. Oktober 1974, die mehrere Schutzgebiete umfasste. Mit dem Inkrafttreten dieser Verordnung trat die Verordnung des Landratsamts Böblingen vom 30. Dezember 1959 über den Schutz von Landschaftsteilen im Kreisgebiet außer Kraft.
Das 28.8 Hektar große Landschaftsschutzgebiet besteht aus drei Teilgebieten und liegt südlich von Ehningen. Es gehört zu den Naturräumen Schönbuch und Glemswald und Obere Gäue. Im Süden grenzt das Gebiet an das Naturschutzgebiet Krebsbachaue.

## Schutzzweck
Wesentlicher Schutzzweck ist die Erhaltung der Korngäulandschaft. Die charakteristischen Landschaftsteile sollen für die Erholungsnutzung gesichert werden und das Gebiet soll vor weiterer Zersiedlung geschützt werden.